# James Lorrain Smith
James Lorrain Smith (1862-1931), habituellement appelé Pr Lorrain Smith, est un médecin britannique, connu pour ses travaux en physiologie.

## Biographie
Fils d'un pasteur anglican, il est né le 21 aout 1862 à Dumfriesshire. Il étudia à l'université d'Édimbourg tout d'abord les arts, puis la médecine en 1889. Il poursuivit ses recherches à Strasbourg puis Copenhague. Il enseigna ensuite au Queen's College de Belfast et y devint professeur en 1901.
C'est là qu'avec John Scott Haldane il mena ensuite des recherches en physiologie sur la respiration, la capacité de transport de l'oxygène par le sang, etc.
Il fut élu à la Royal Society le 6 mai 1909.
En 1897, il étudia l'inflammation des alvéoles pulmonaires sous une forte pression partielle d'oxygène. Cette intoxication, conséquence d'une hyperoxie, s'appelle désormais « effet Lorrain Smith ».
Il est mort le 18 avril 1931. L'université d'Édimbourg lui a rendu un hommage aussitôt après.
Il était le frère de Annie Lorrain Smith, qui est une spécialiste des champignons, de Walter Smith qui est professeur de philosophie à Lake Forest, Illinois, et de Williiam Georges, professeur de psychologie à Édimbourg.